# Simaoa maku
Simaoa maku is een spinnensoort in de taxonomische indeling van de Mysmenidae.
Het dier behoort tot het geslacht Simaoa. De wetenschappelijke naam van de soort werd voor het eerst geldig gepubliceerd in 2009 door Miller, Griswold & Yin.